# Eudryas
Eudryas là một chi bướm đêm thuộc họ Noctuidae.

## Hình ảnh

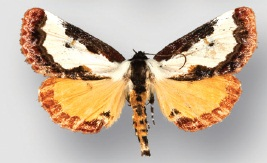
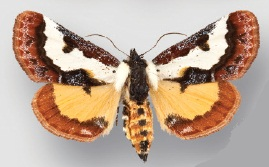
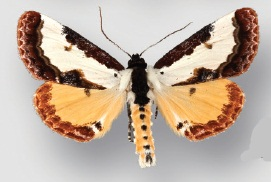

## Các loài
- Eudryas brevipennis Stretch, 1872
- Eudryas grata – Beautiful Wood Nymph Fabricius, 1793
- Eudryas unio – Pearly Wood Nymph Hübner, [1831]